# 42795 Derekmuller
42795 Derekmuller è un asteroide della fascia principale. Scoperto nel 1999, presenta un'orbita caratterizzata da un semiasse maggiore pari a 2,2603276 au e da un'eccentricità di 0,1135347, inclinata di 8,18992° rispetto all'eclittica.